# Gem Archer
Colin Murray Archer, més conegut com a Gem Archer (Durham, 7 de desembre de 1967), és un músic anglès conegut pel seu treball a Heavy Stereo, Oasis i Beady Eye. Es va unir a Oasis com guitarrista rítmic el novembre de 1999, i ha compost algunes cançons com Hung in a Bad Place i A Bell Will Ring del Heathen Chemistry i el Don't Believe the Truth respectivament, els dos últims discos d'estudi del grup.